# U-Bahn-Station Krieau
Die Station Krieau der Wiener U-Bahn-Linie U2 im 2. Wiener Gemeindebezirk Leopoldstadt wurde in Hochlage errichtet.
Sie wurde im Zuge der Freigabe des ersten Teilstücks der Verlängerung der U2 zwischen Schottenring und Stadion am 10. Mai 2008 ihrer Bestimmung übergeben. Gleichzeitig wurde auch die Straßenbahnlinie 21 entlang der Ausstellungsstraße eingestellt. Die Station liegt an der Vorgartenstraße, östlich des Messegeländes sowie der namensgebenden Trabrennbahn Krieau. Sie ist mittels Aufzugsanlagen barrierefrei erreichbar, verfügt über einen Mittelbahnsteig und Abgänge an jedem Bahnsteigende. Der stadteinwärts gerichtete Ausgang führt zum Messegelände, der stadtauswärts gerichtete zur Trabrennbahn. Die Station bietet Umsteigemöglichkeiten zur Autobuslinie 82A. Sie ist die erste oberirdische Station der Linie U2 in Richtung Seestadt.

## Galerie

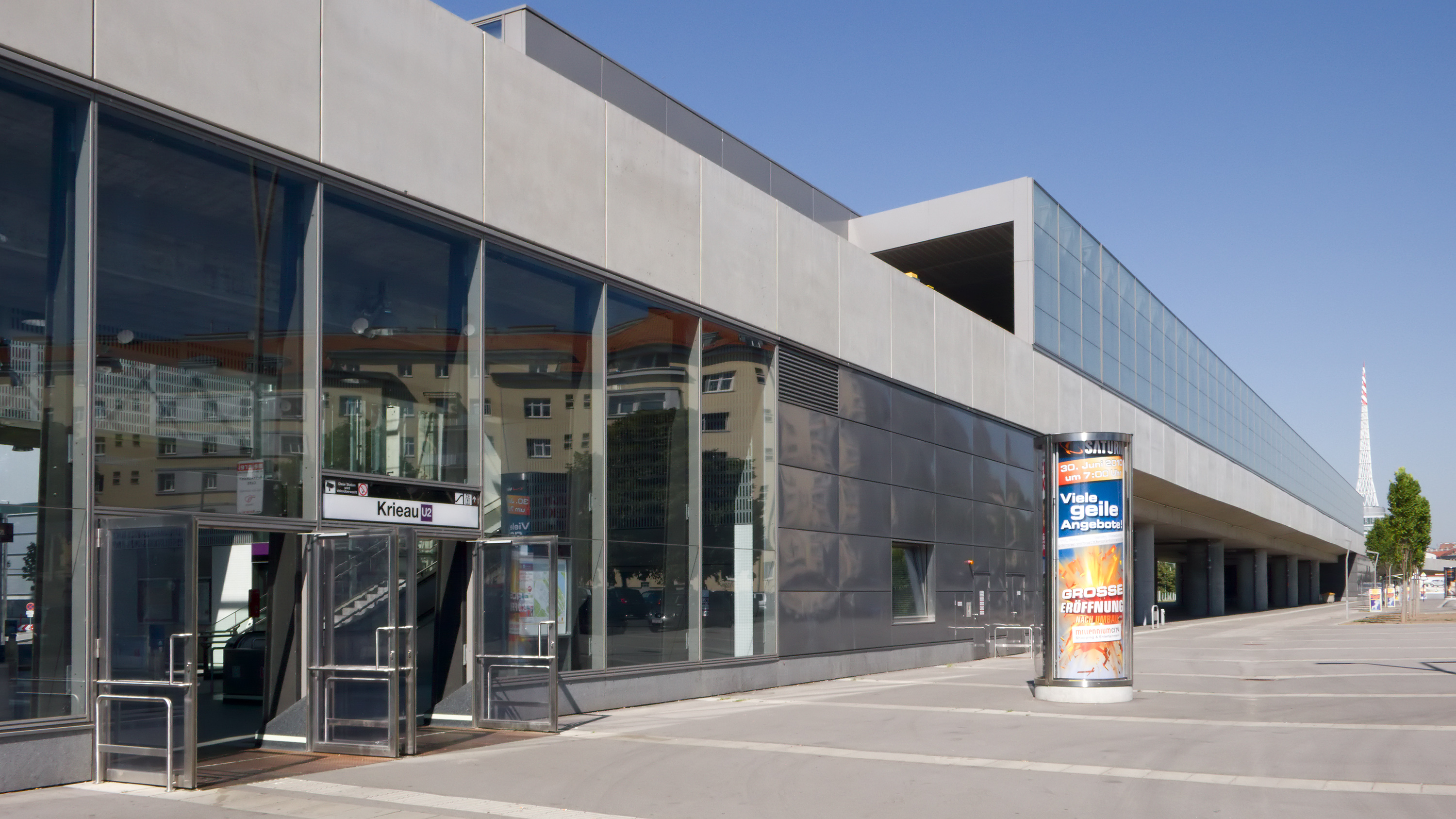
Aufnahmegebäude, Nordseite
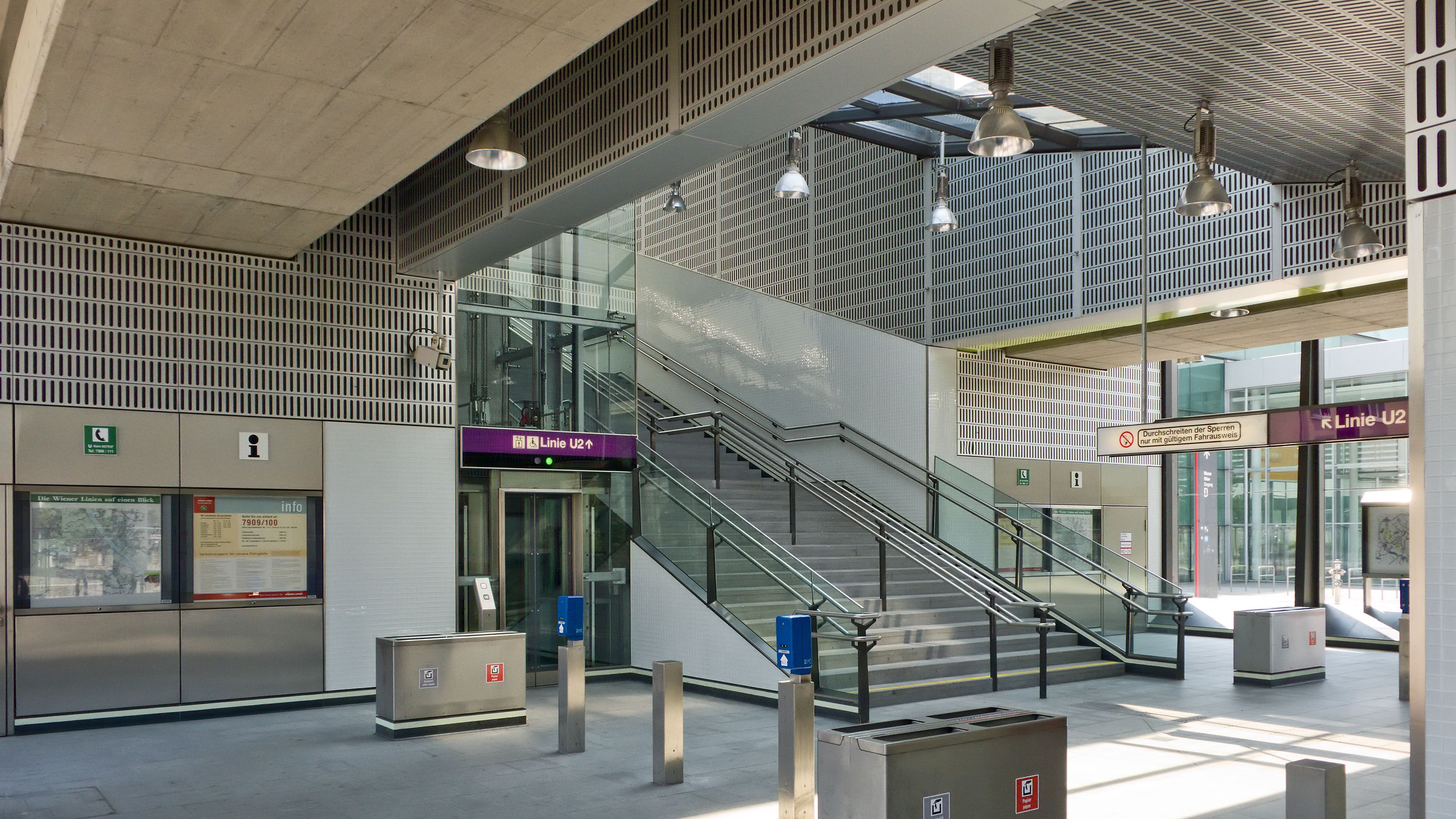
Westteil, Innenansicht
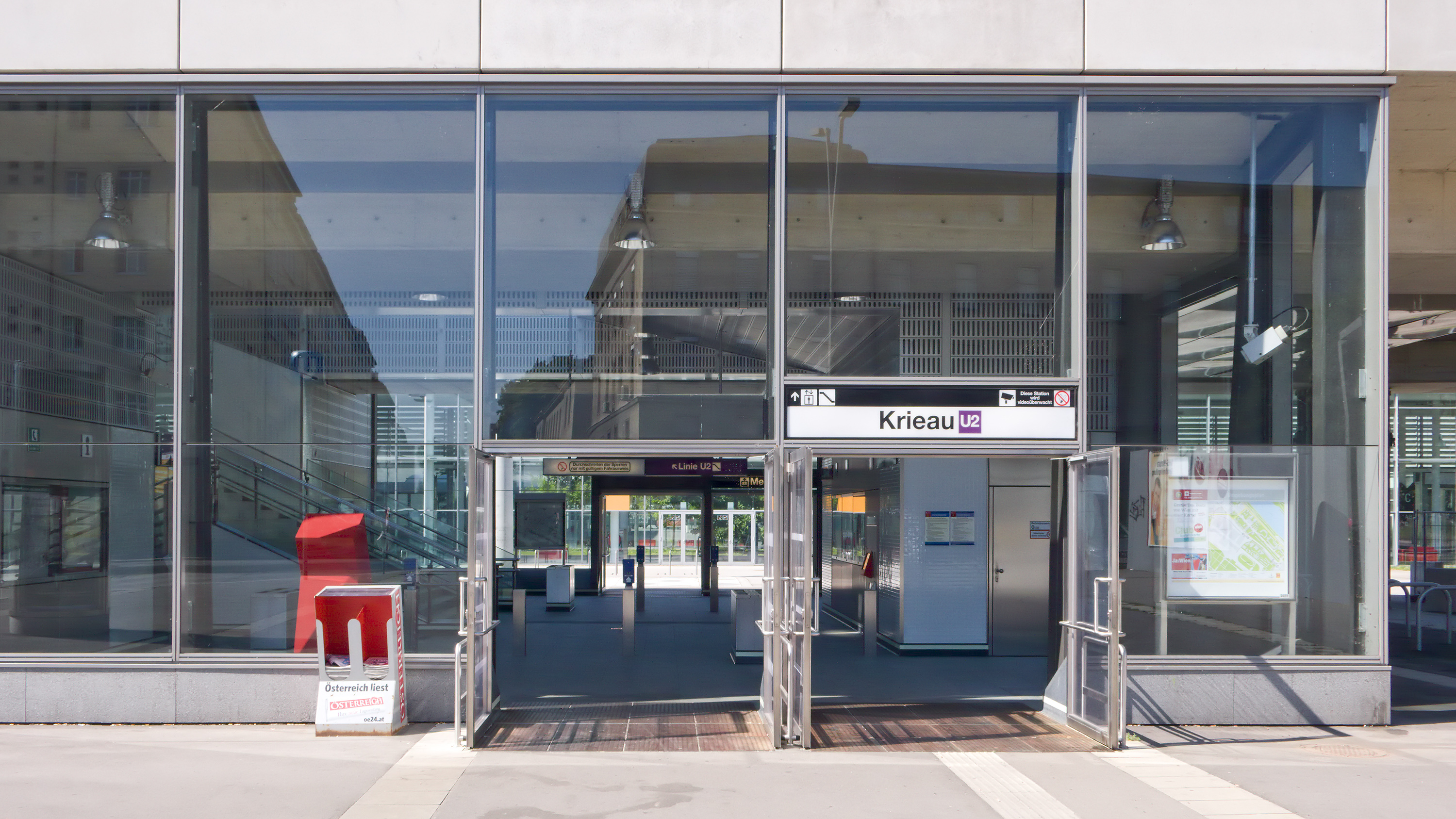
Westteil, Ausgang Sturgasse
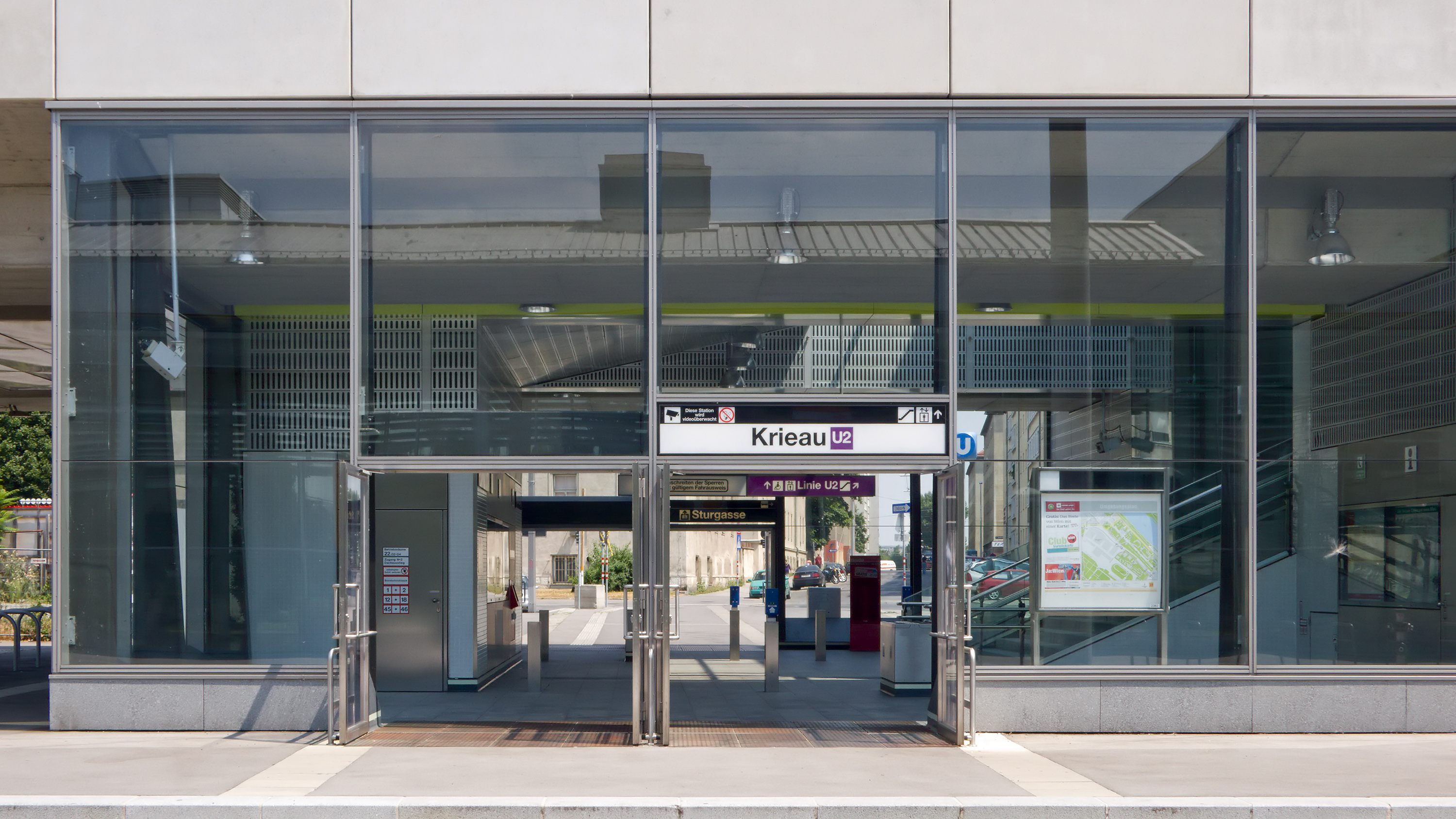
Westteil, Ausgang Messe
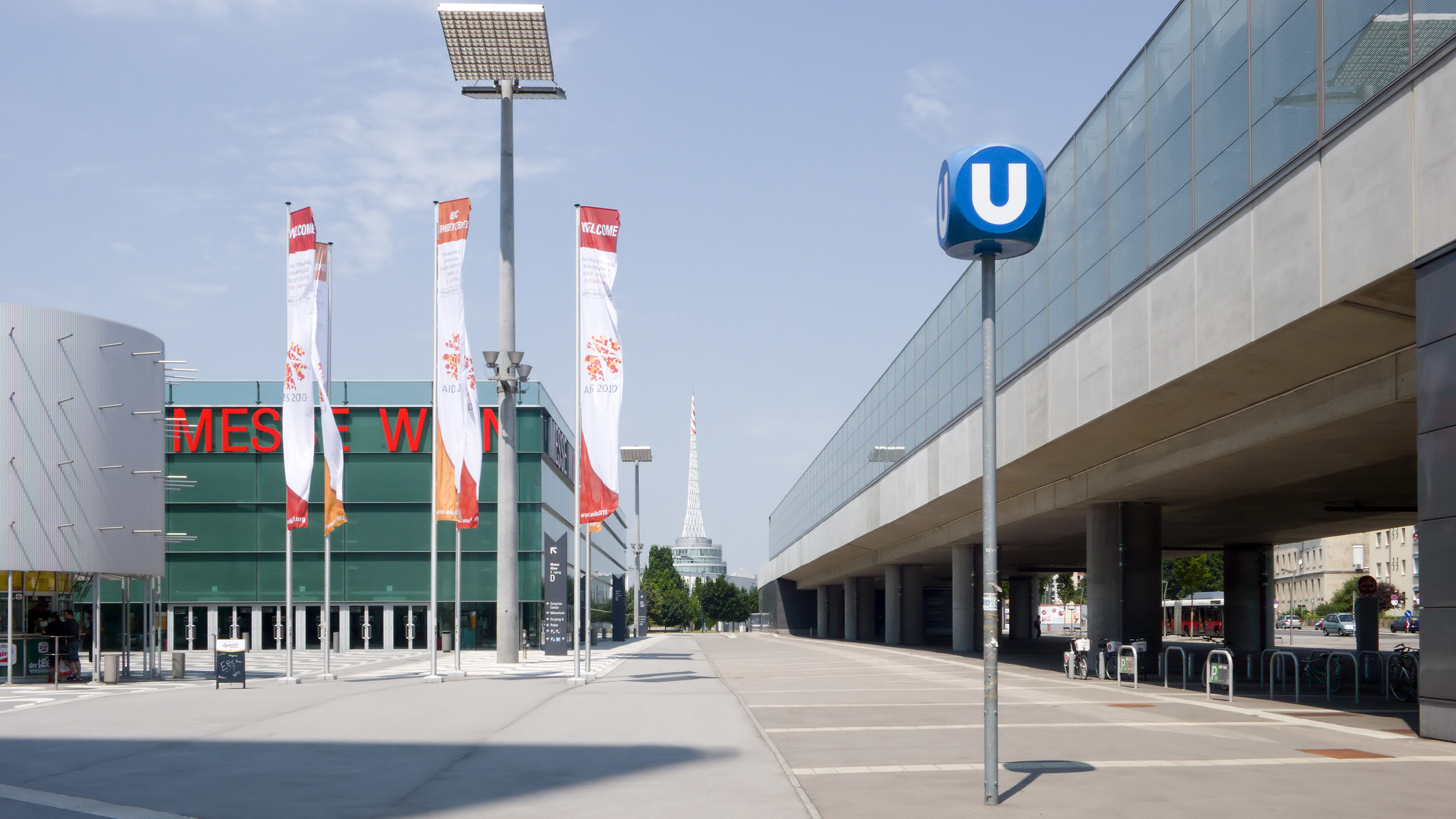
Aufnahmegebäude, Südseite
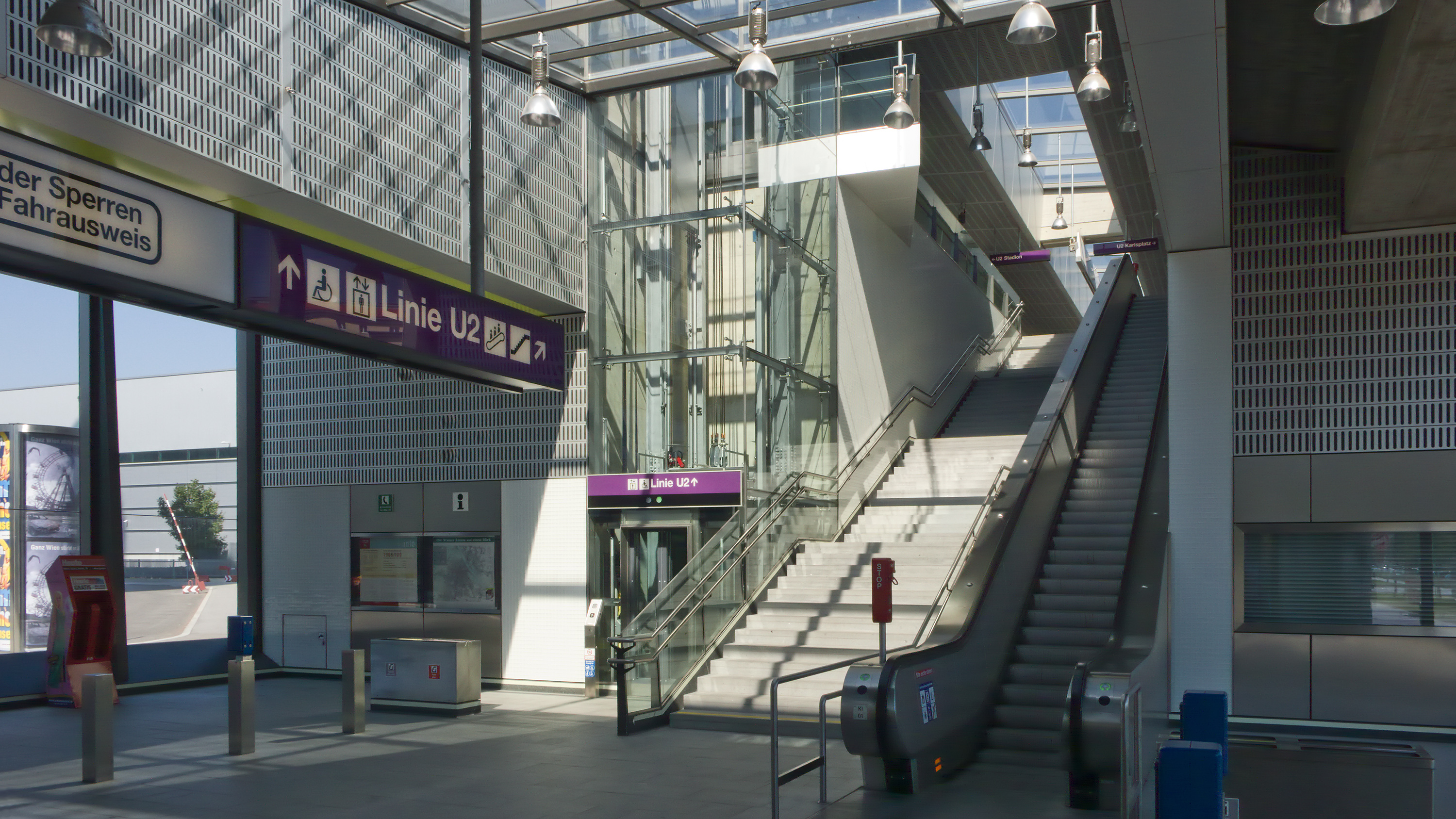
Ostteil, Innenansicht
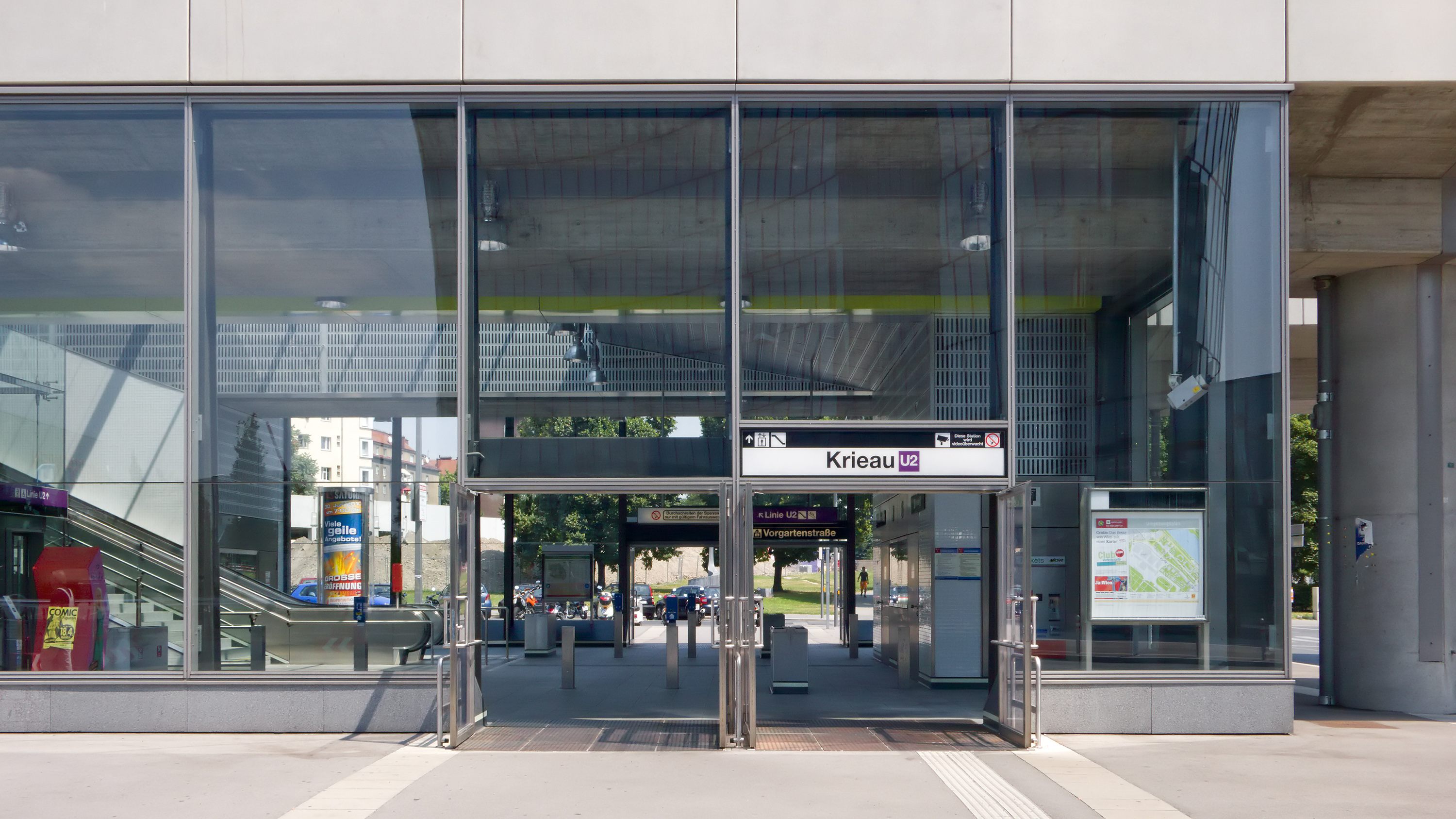
Ostteil, Ausgang Krieau
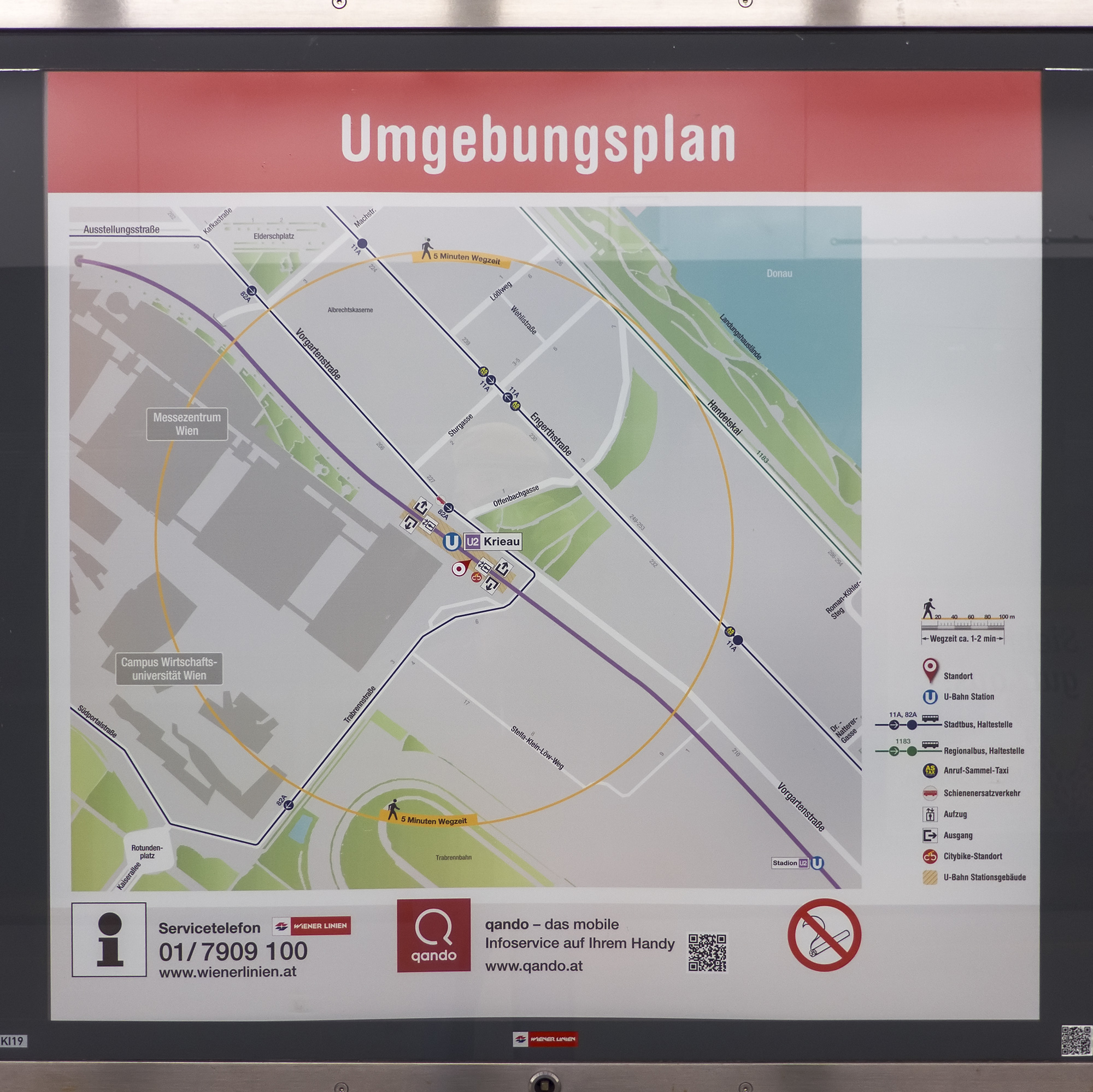
Umgebungsplan

## Ausgestaltung
Im Auftrag der Wiener Linien wurden zahlreiche Säulen des Brückentragwerks östlich der Station von Künstlern bemalt. 2013 gestaltete der französische Graffiti-Künstler Honet (eigentlich: Cedric Gues) 14 Säulen im Stil von Totempfählen (daher auch der Name der Installation, Totem Modern) und bezieht sich dabei visuell auf die Comic-Helden der 1970er-Jahre. Einige Säulen sind mit grafischen Elementen bemalt. 2014 bemalte der brasilianische Grafiker und Graffiti-Künstler Speto (eigentlich: Paulo Cesar Silva) weitere 14 Säulen unter dem Titel „3 Brothers“. Die Installation ist den Gebrüdern Cláudio, Leonardo und Orlando Villas Bôas gewidmet und von den Mythen und Erzählungen der Ureinwohner des Amazonasbeckens inspiriert. Graphisch simulieren die Werke den Schwarzlinienschnitt der illustrierten Titelblätter der Literatura de Cordel.

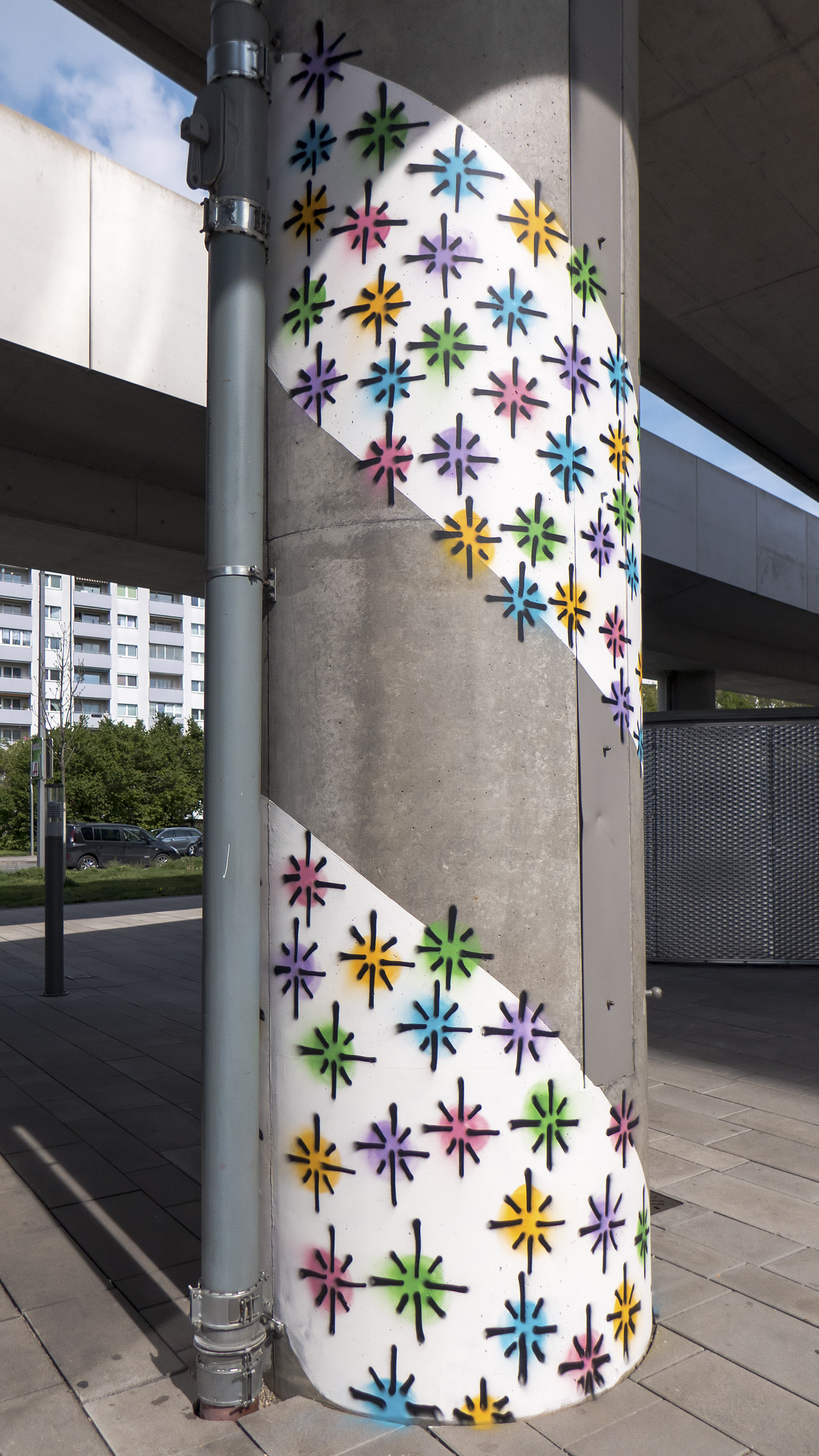
Bemalung durch Honet
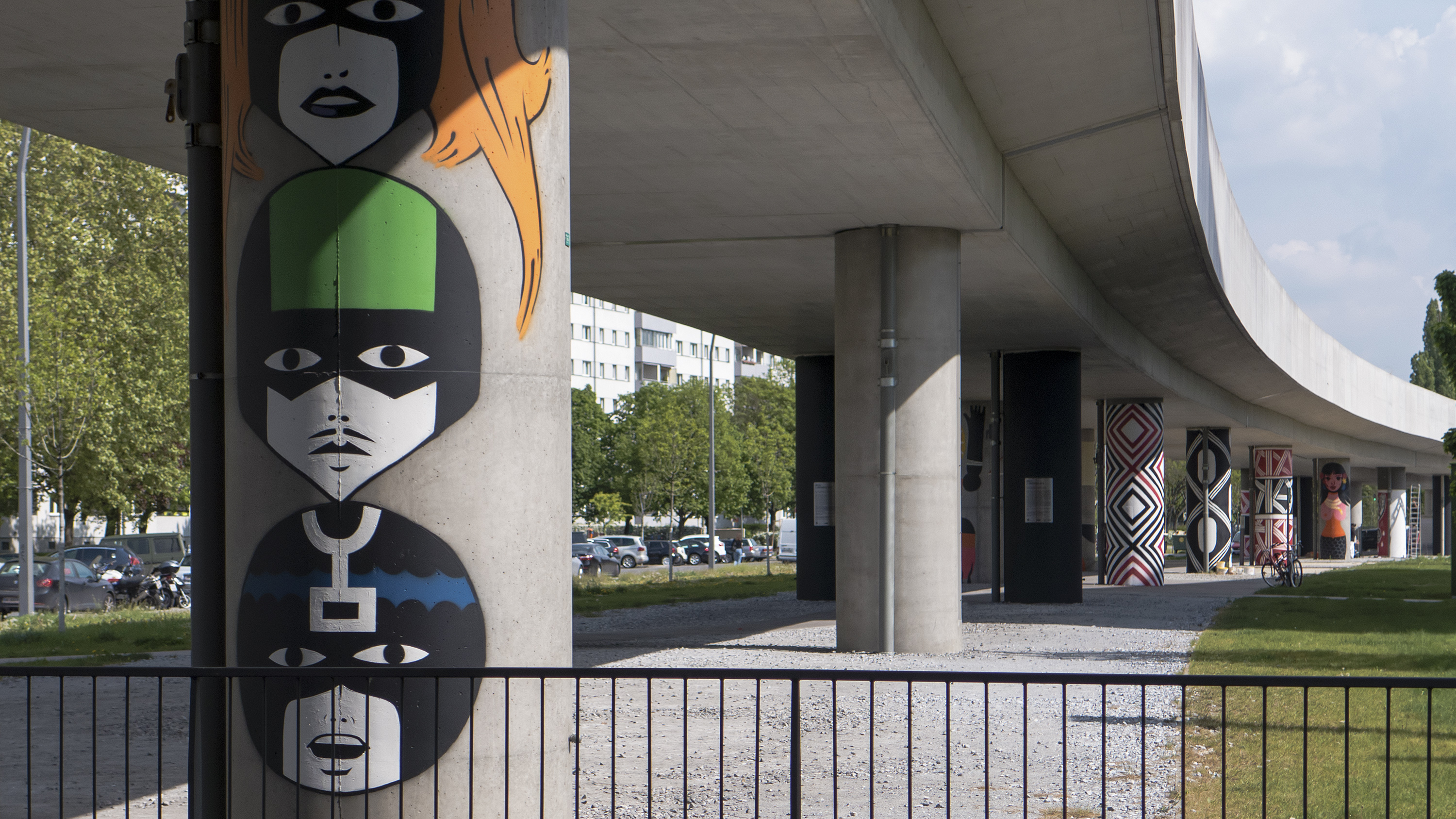
Installation von Honet (links) und Speto (hinten)
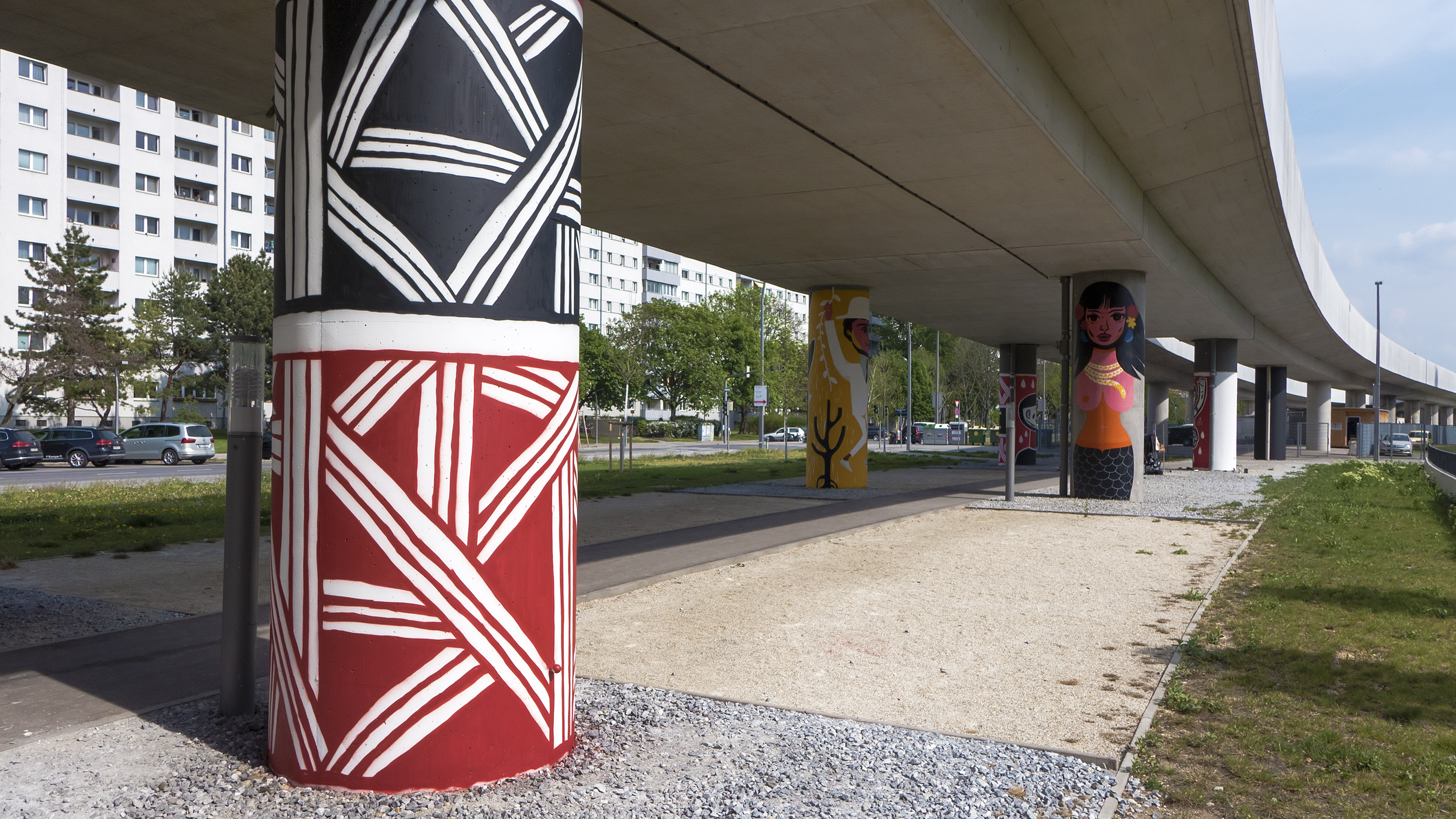
Installation 3 Brothers
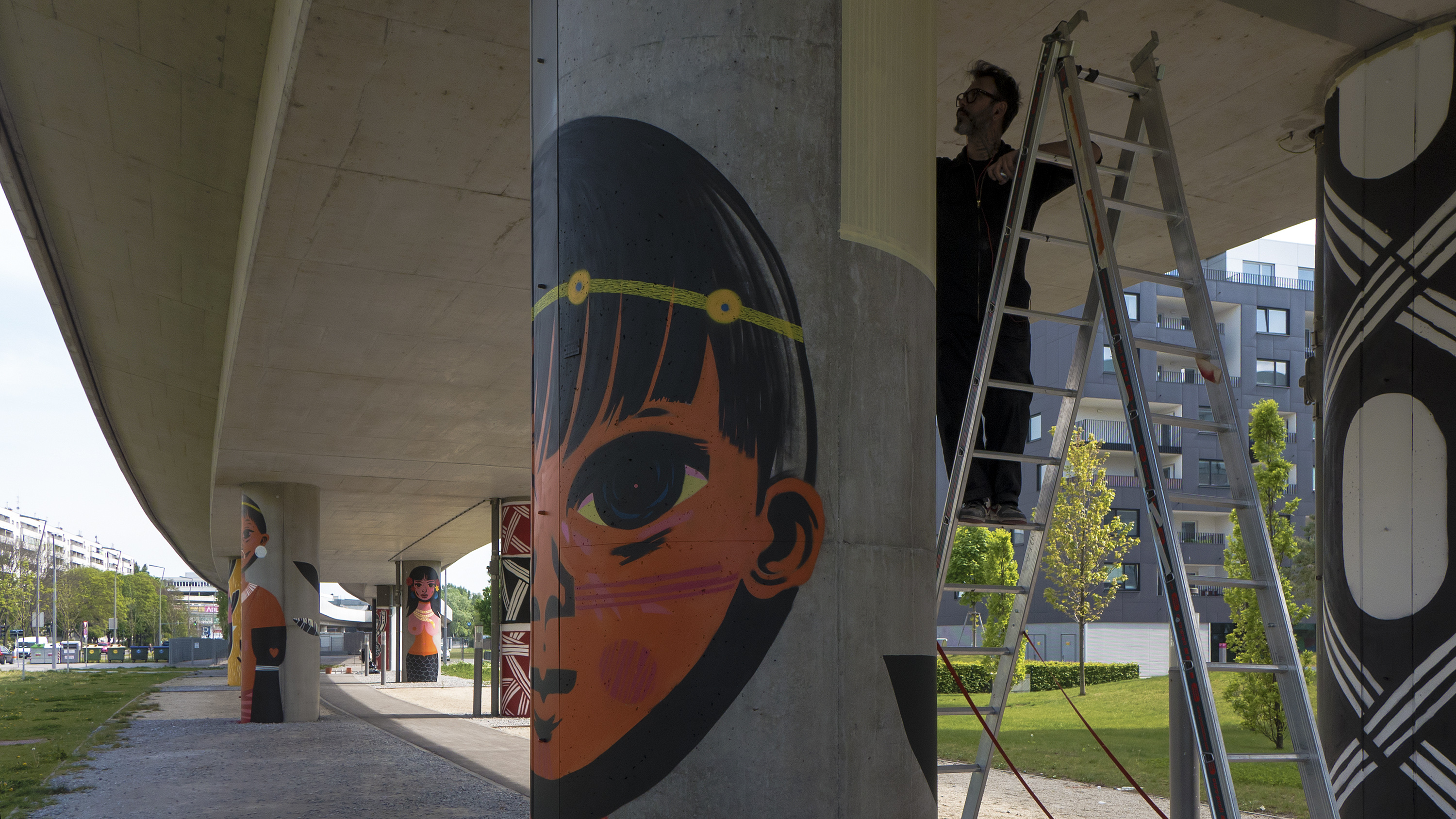
Brasilianische Sujets in der Krieau
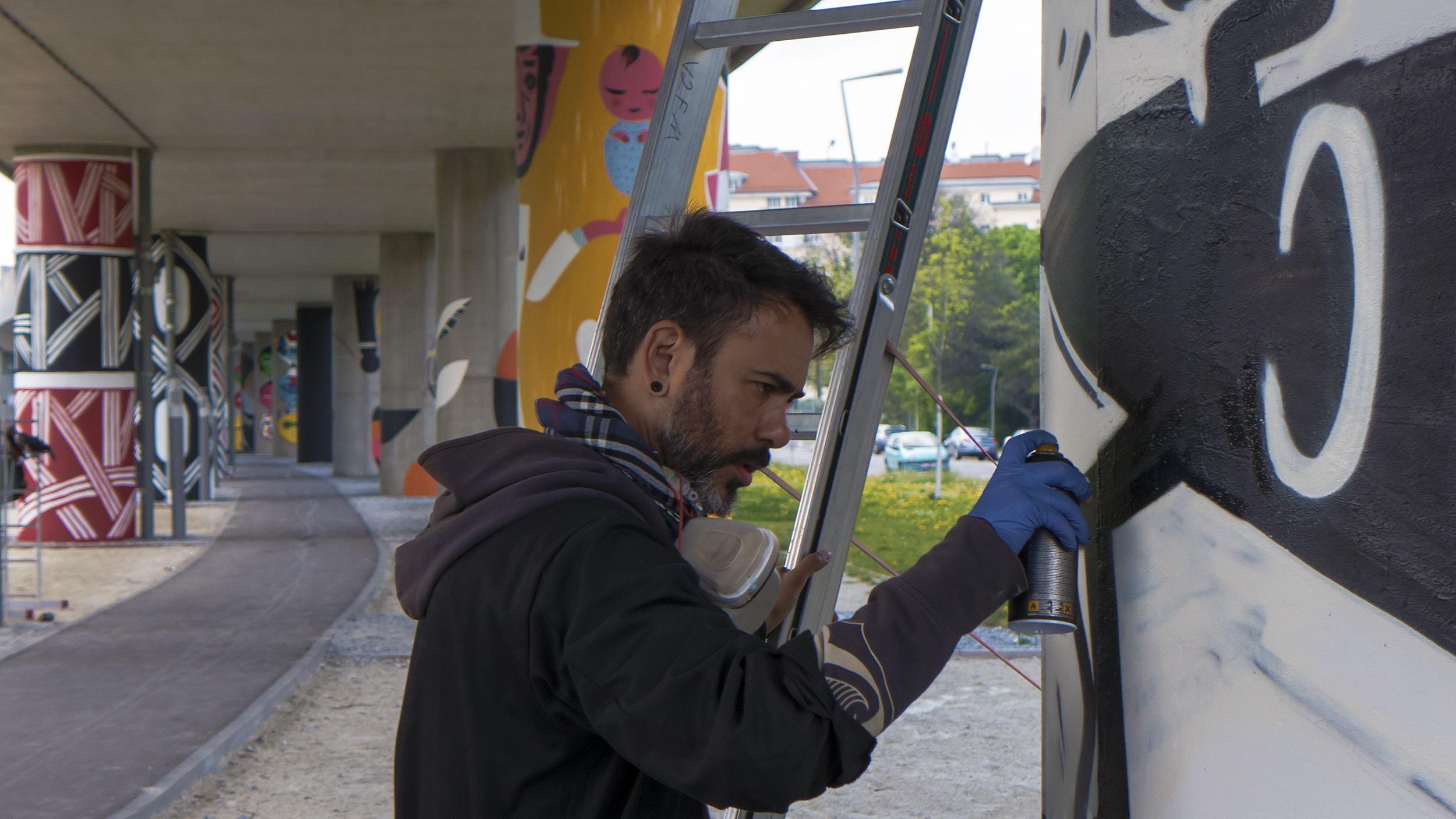
Speto bei der Arbeit